# Fusillés de l'Ariane
Les Fusillés de l'Ariane sont 25 personnes (23 résistants et deux collaborateurs) qui ont été fusillées par les nazis dans le quartier de l'Ariane à Nice (Alpes-Maritimes) les 22 juillet (2 résistants) et 15 août 1944 (21 résistants et 2 collaborateurs). Aujourd'hui, un espace commémoratif nommé le Carré des fusillés rappelle ces exécutions. On accède au Carré par le Chemin des fusillés. Cet espace commémoratif a été inauguré le 15 août 1945. Une importante cérémonie commémorative y a lieu tous les 15 août. Elle regroupe les officiels, les anciens combattants et les citoyens. Les noms des résistants sont cités puis il y a un dépôt de gerbes.

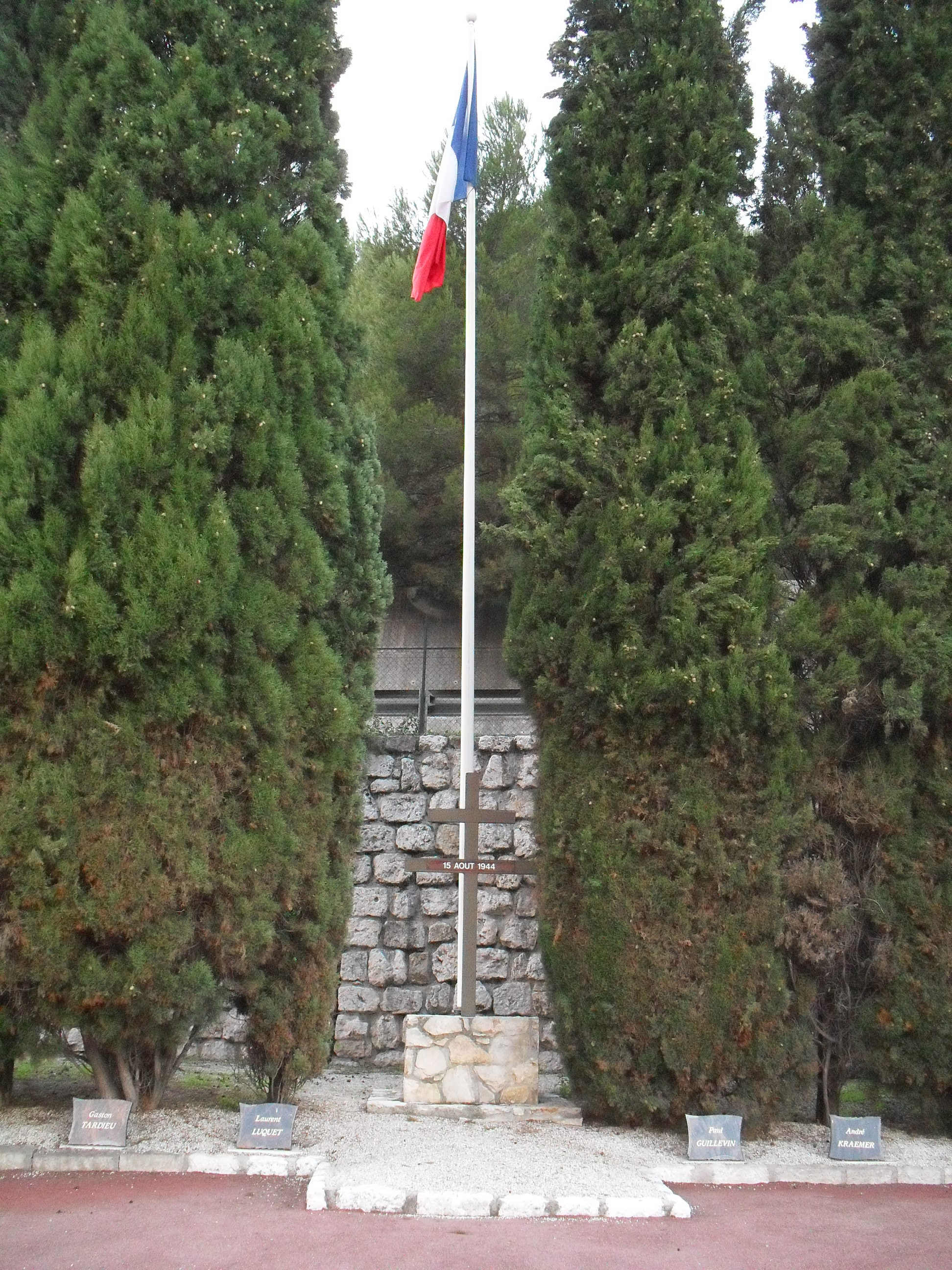
Vue du drapeau tricolore et de la Croix Lorraine du carré des Fusillés de l'Ariane.

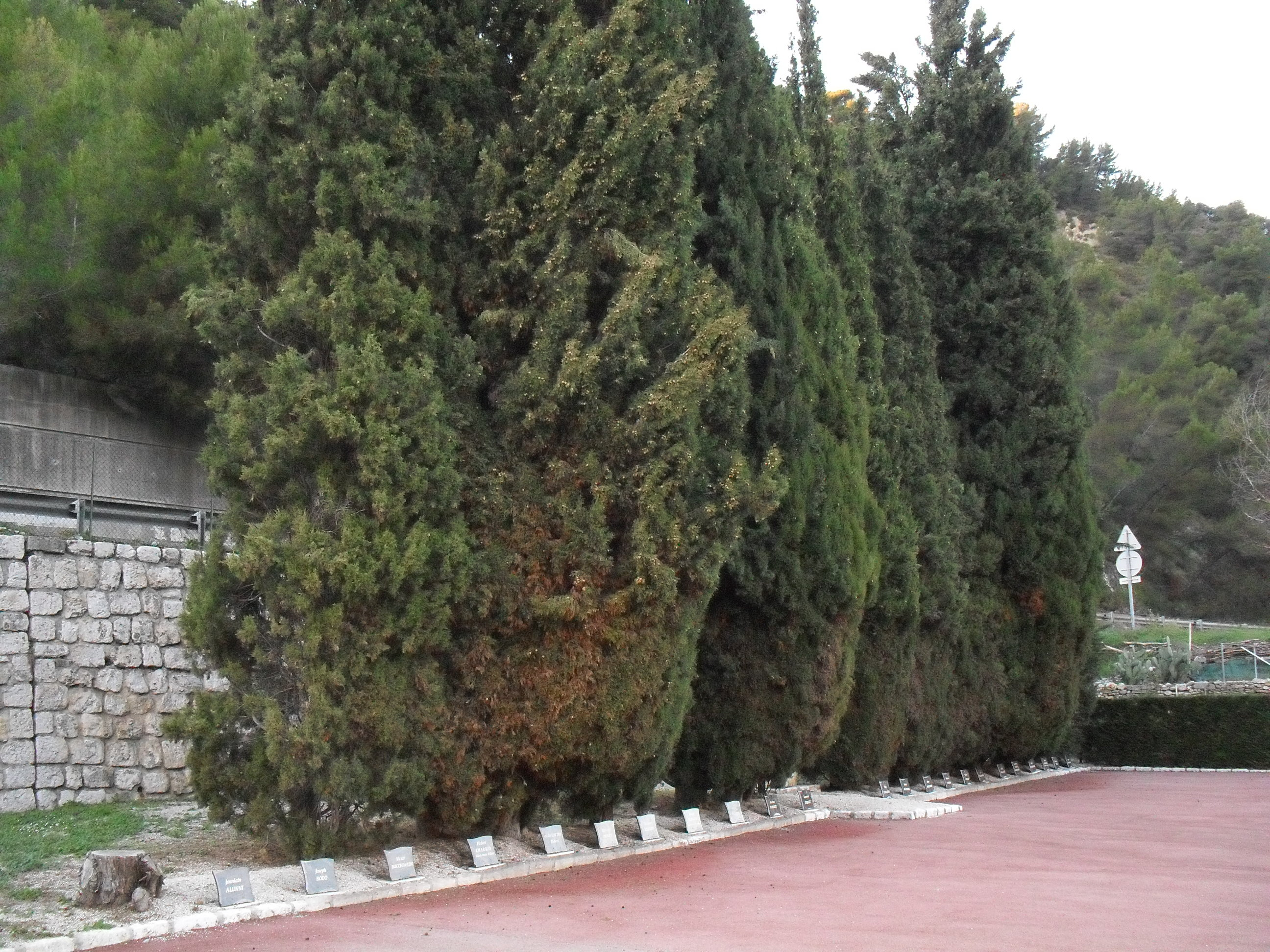
Vue générale des plaques nominatives et des cyprès.

## Présentation
Le Carré des fusillés se trouve le long du Paillon et la pénétrante du Paillon (d2204c), juste après le rond-point donnant sur le boulevard de l'Ariane, le pont de France et le chemin de la Lauvette, direction Cantaron (Alpes-Maritimes), en face du centre ville de La Trinité (Alpes-Maritimes). Le carré des fusillé consiste en une terrasse gravillonnée qui domine le Paillon, plantée de cyprès. Au centre de la terrasse gravillonnée se trouve une croix de Lorraine en bois portant l’inscription « 15 août 1944 ». Les noms et prénoms des 2 résistants fusillés le 22 juillet et des 21 résistants exécutés le 15 août 1944 sont présents sur des plaques commémoratives disposées de part et d'autre de la croix de lorraine, aux pieds des cyprès. Fort logiquement, rien ne rappelle l'exécution des deux collaborateurs.
La Gestapo de Cannes (Alpes-Maritimes) a elle aussi fusillé des résistants le jour du débarquement en Provence. Dix résistants (sept hommes et une femme) sont fusillés par trois officiers de la Gestapo dans les caves de l'hôtel Montfleury, siège de la Gestapo cannoise. Huit sont tués mais deux hommes survivent à leurs blessures.

## Les fusillés du 22 juillet 1944
Deux résistants FTP, Charles Alunni et Claude Mendrjisezky, sont conduits hors de leurs cellules des Nouvelles-Prisons à Nice. Ils sont menés à l'école de L'Ariane pour y être jugés. Après un procès expéditif devant une poignée de militaires allemands décidés à frapper l'opinion, ils sont condamnés à mort. À 10h30, l'officier allemand chargé de l'exécution appelle la Maison Roblot pour qu'un fourgon soit envoyé à l'école de l'Ariane pour venir y chercher le corps des deux résistants que l'on va fusiller.
Maryse, jeune niçoise qui revient de la ferme chargée du lait quotidien, assiste aux derniers instants des résistants. Elle se trouve là par hasard et se cache derrière les taillis.
Les deux résistants sont menés au lieu d'exécution derrière l'école. Ils empruntent un chemin recouvert d'herbes. Ligotés, ils avancent courageusement. Arrivés au lieu d'exécution, Claude Mendrjisezky refuse le bandeau. L'homme qui commande le feu est l'adjudant Jeep Sisowski. Cet officier est aussi responsable de l'exécution du résistant juif Roland Levernay au vallon de la Faïssa à Nice le 7 août 1944. Il est onze heures. Les deux résistants tombent sous les rafales des mitrailleuses mortellement blessés. Les deux corps sont récupérés par les pompes funèbres Roblot puis emmenés au cimetière de Caucade à Nice. Ils sont pris en photographie pour identification.
- Charles Jourdan Alunni : né le 21 février 1910 à Bendejun (Alpes-Maritimes). FTPF-FFI originaire de Contes (Alpes-Maritimes). Engagé dans les Brigades internationales durant la guerre d’Espagne. Blessé lors d'un accrochage, il revient en France. Membre du très actif groupe Surcouf créé par Marie Madeleine Jotte-Latouche alias Émilie (un jardin porte son nom à Nice) et rattaché en 1944 à l'Organisation de résistance de l'armée (ORA). Ce groupe organise des parachutages, des sabotages, des stockages d'explosifs. Charles Alunni est agent de liaison et de contact pour l'étude de lieux de parachutage et d'information. Il étudie les mouvements de troupes allemandes. Arrêté le 7 juillet 1944 à Villefranche-sur-Mer dans un bar par la Gestapo. Emprisonné aux Nouvelles-Prisons par les Allemands. Il y est torturé. Un square comportant un monument commémoratif et une avenue portent son nom à Contes. Il est présent sur le Monument Aux Morts de Contes sous le prénom de Jourdan[1],[3],[4].

- Claude Elie Mendrjisezky : Né le 8 mai 1924 à Nice (Alpes-Maritimes). Fils de Moïse Mendrjisezky et de Rose Antoinette Rajbaut. FTPF-FFI domicilié chemin de la Pinède, villa Adrienne, à Nice. Jeune étudiant en médecine. Il devient le médecin du maquis d'Utelle (Alpes-Maritimes) (8e F.T.P.). Il est également l'un des responsables de l'Union de la Jeunesse Juive ainsi que des Forces Unies de la Jeunesse Patriotique. Il est informé de la blessure d'un de ses compagnons du maquis, et se porte à son secours à Saint-Martin-du-Var (Alpes-Maritimes) chez Louis Toschi, un membre du réseau. Rapidement, il soigne le blessé et lui propose de rejoindre discrètement La Roquette-sur-Var (Alpes-Maritimes). Ils peuvent s'y rendre par la colline à pieds ou par la route à bicyclette. Ils décident de s'y rendre à bicyclette par la route. ils tombent malheureusement sur une patrouille allemande. Claude et son camarade blessé sont arrêtés et emprisonnés aux Nouvelles-Prisons à Nice. Il y est torturé. Reconnu Mort pour la France. Autres orthographes possibles de son nom : Mendrjizeski, Mendjenski, Mendrsisezky. Inscrit sur le cénotaphe érigé pour commémorer la Libération de Nice et situé à l’angle du boulevard Joseph Garnier et du carrefour du 28-Août. Présent sur une plaque commémorative à l’école primaire Pierre Merle à Nice[1],[3],[4].

## Les fusillés du 15 août 1944

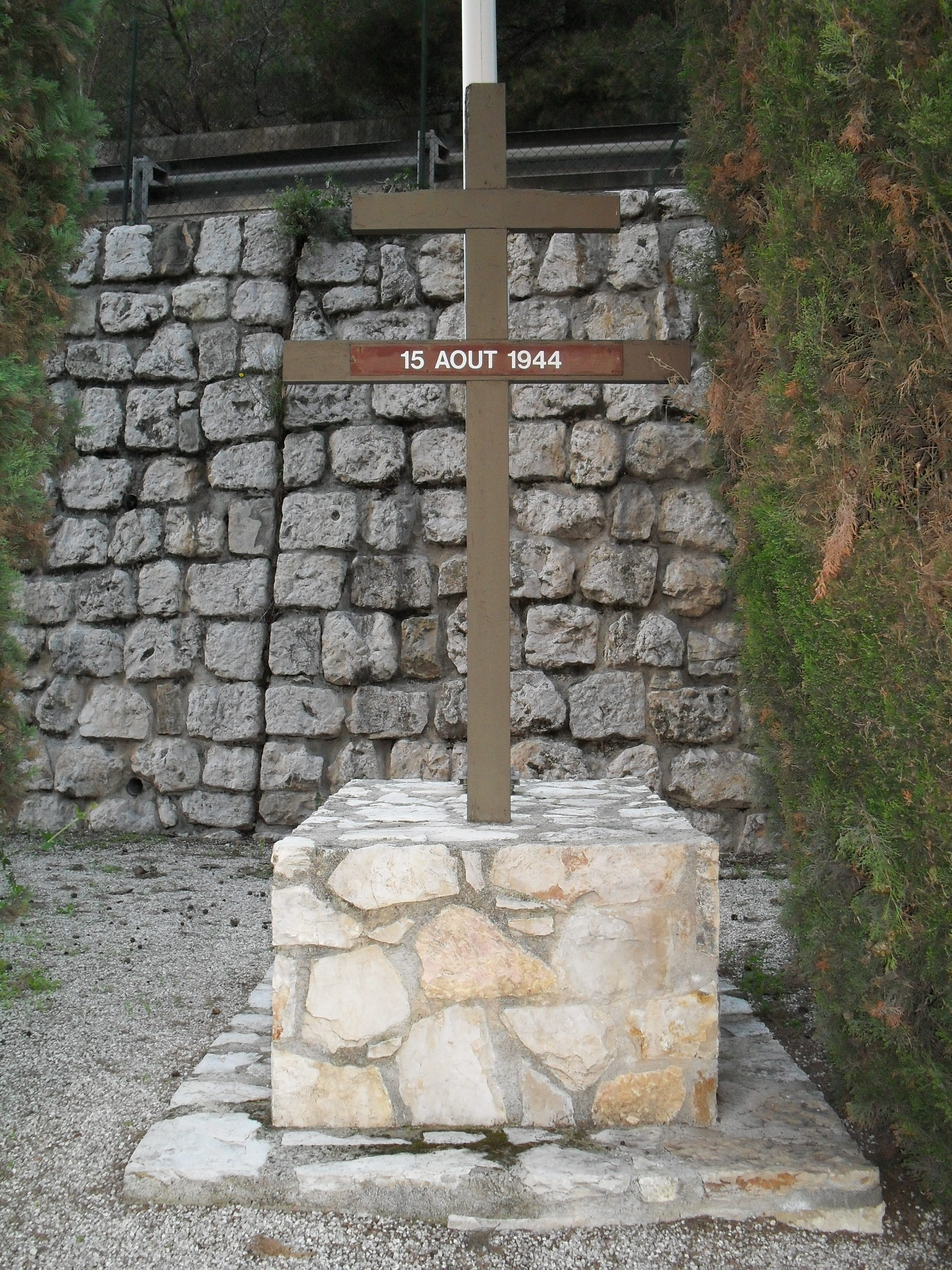
Vue de la croix de Lorraine avec la date du 15 août au carré des Fusillés de l'Ariane à Nice.

Le 15 août a lieu le débarquement en Provence. La nouvelle se diffuse à Nice dans la journée. En représailles du débarquement, les responsables de la Gestapo niçoise, notamment Sikorski, responsable de la police allemande, sélectionnent 21 résistants (18 hommes et 3 femmes) parmi les détenus du quartier allemand des Nouvelles-Prisons. Ils ajoutent à ce groupe deux membres des groupes d'Action du Parti Populaire Français (PPF) qui ont voulu doubler le chef de la Gestapo dans une affaire de vols de biens juifs. Les détenus ont compris ce qui se prépare. Ils sont emmenés sur un terrain vague isolé de l'Ariane, à la limite de la commune de Nice, proche d'une usine, en bordure du Paillon de Nice. Ils sont obligés à sauter du camion et fusillés à coups de mitraillette au fur et à mesure vers seize heures. Jean-Baptiste Malausséna tombe en entonnant à voix haute La Marseillaise. Un cultivateur assiste de loin à toute la scène. Il donne l'alerte sur ce qui vient de passer. Les corps des exécutés sont photographiés.

## Résistants fusillés le 15 août 1944
Voici la liste des résistants fusillés le 15 août 1944, :
- Victor Fernand Bocchiardo : né le 2 juin 1925 à Nice (Alpes-Maritimes). Il est le fils de Joseph Bocchiardo et d'Anna Parodi. Il est ouvrier charcutier domicilié 3 boulevard de Riquier à Nice (Alpes-Maritimes). Il rejoint les FTPF-FFI et intègre la 8e Compagnie. Son pseudonyme est Alban. Il est blessé à la jambe dans le secteur de la Vésubie lors d'un accrochage avec une unité allemande. Ses camarades doivent attendre le coucher du soleil pour pouvoir l'évacuer à l'hôpital de Roquebillière (Alpes-Maritimes). En attendant, il est caché par le curé et la sœur du village durant les recherches effectuées par les allemands aidés de chiens. Victor est ensuite caché à l'hôpital de Roquebillière (Alpes-Maritimes) et soigné. Le tenancier italien du bar local et ses deux filles dénoncent Victor à la Gestapo. Il est arrêté sans résistance possible à l'hôpital. Il est emmené à l'hôpital Pasteur à Nice (Alpes-Maritimes) où il est soigné. Il est ensuite transféré aux Nouvelles Prisons sans être complètement guéri. Il conserve une gouttière pour tenir immobilisée sa jambe blessée. Il est dans la même cellule que l'abbé André Robineauy. Il est fusillé avec 20 autres résistants et 2 collaborateurs le long du fleuve Paillon à L'Ariane à Nice (Alpes-Maritimes). L'acte de décès est dressé le 18 août 1944 à Nice (Alpes-Maritimes). Son nom est inscrit sur le monument aux morts de Cimiez à Nice (Alpes-Maritimes), sur le Monument Aux Morts de Riquier à Nice (Alpes-Maritimes), au carré des fusillés de l'Ariane à Nice (Alpes-Maritimes), sur la stèle commémorative du groupe scolaire pierre Merle à Nice (Alpes-Maritimes) et sur la plaque commémorative du groupe scolaire Bischoffsheim Nice (Alpes-Maritimes). Il est décoré à titre posthume en 1960 de la Croix de Guerre avec palme et la Médaille de la Résistance. Son corps repose dans le cimetière communal de Caucade à Nice (Alpes-Maritimes) dans le carré militaire 48, tombe individuelle no 10180. Il est reconnu Mort pour la France.

- Joseph Bodo : né le 14 septembre 1920 à Marseille (Bouches-du-Rhône). FTPF-FFI. Commandant FTPF de sous-secteur FTP F2 sous le pseudonyme de Lucien Luccioni. Animateur du camp de Faïta dans le département du Var dans les Maures. Ce camp a été nommé ainsi en hommage au résistant FTP Vincent Faïta. Ce résistant est arrêté à Nîmes, jugé puis exécuté à la guillotine le 22 avril 1943 avec Jean Robert. Ils faisaient tous deux partie d'un groupe qui multiplie les sabotages et les attentats anti-allemands dans le Gard et l'Hérault. Apprenant ces exécutions en mai 1943, les maquisards des Maures donnent à leur maquis le nom de camp Faïta. Un camp Robert est créé aussi plus tard dans le Haut-Var. Joseph Bodo est arrêté puis emprisonné à Nice. Il existe une avenue Joseph Bodo à Marseille.

- René Borghini : né le 1er janvier 1909 à Monaco. Il fait ses études de droit à Paris. Il s'investit très tôt dans la résistance. Il devient le responsable du groupe du mouvement Combat (résistance) à Monaco puis secrétaire de la Présidence du Conseil National de Monaco. Dans une pièce de son bureau, il cache en permanence sous l'estrade de précieux documents notamment sur les lieux de parachutage. Il aime les activités sportives et notamment la natation. Il est arrêté une première fois mais relâché faute de preuves. Dénoncé par des fascistes. Il est de nouveau arrêté rue de la Turbie à Monaco chez ses parents à 7 heures le 3 ou le 6 juillet 1944 et conduit aux Nouvelles Prisons de Nice. Il écrit à ses parents dont la maison, alors vide d'occupants, est détruite lors d'un bombardement quelques jours après son exécution. Monaco est libérée le 3 septembre 1944. Ses obsèques nationales sont célébrées dans la principauté de Monaco le 18 novembre 1944 où il repose.

- Hubert Guy Antoine Jean Chabaud : né le 9 novembre 1917 à Limoges (Haute-Vienne). Il s'engage comme volontaire à l'intendance militaire de Limoges le 23 avril 1937. Ses aptitudes sont remarquées et il gravit les échelons. Il est affecté au GAR 512 le 9 février 1938. Il est chargé de participer à l'animation de stages de sports d'hiver en qualité de moniteur de ski. Il est désigné pour servir dans les formations aériennes de chasse en AOF. Il embarque ensuite à Marseille le 30 août 1939 et débarque au Sénégal le 12 septembre. Il est affecté à l'Escadre de chasse no 6 à Dakar. Il est ensuite dirigé au 43e groupe aérien puis à la base aérienne de Gao, de Zinder (Niger) et enfin de Bamako au groupe de chasse 1/63. Il est rapatrié le 19 juin 1941 et affecté au dépôt du personnel d'Orange en décembre 1941 pour être démobilisé en mai 1942 avec le grade de lieutenant pilote. De retour à la vie civile, il rejoint la résistance dans les Alpes-Maritimes. Il rejoint l'Organisation de résistance de l'armée (ORA) sous le pseudonyme de Darlys dans le réseau Marco Polo. Il est lieutenant. Il est arrêté le 21 juin 1944 et emprisonné aux Nouvelles Prisons de Nice. Présent sur le Monument aux Morts de la Résistance dans le jardin d'Orsay à Limoges.

- Robert de Lattre : né le 26 juin 1894 à Tours (Indre-et-Loire). Officier de la Légion d'honneur, Croix de Guerre à l'ordre de la Nation, Médaille de la Résistance à titre posthume, 21 ans de service, 9 campagnes, cinq citations, quatre fois combattant volontaire, cinq fois blessé sur terre et dans le ciel de France. 3e d'une famille de 11 enfants. Cousin du général de Lattre de Tassigny. Au cours de la guerre 1914-1918, il est blessé à plusieurs reprises, gazé et réformé en 1916. Il refuse son indisponibilité et maquille son dossier de réforme pour être versé dans l'aviation. Il fait partie de l'escadrille Les cigognes et effectue de nombreuses missions. Au cours de la chute d'un de ses avions, il est blessé à la colonne vertébrale. La guerre terminée, il s'engage dans l'armée Wrangel et combat auprès des Polonais contre les bolcheviques. Il obtient de nombreuses citations. Commandant à l'État-Major de l'Air. Au moment de la capitulation de juin 1940, il entre au service de renseignements français. Il devient membre du mouvement combat (résistance) et chef du réseau Coty. Il accède aux missions les plus périlleuses et stratégiques. Après avoir quitté ses fonctions d'officier dans l'armée, il devient administrateur de sociétés dans la région PACA et s'occupe notamment d'informations liées aux parachutages d'hommes, d'armes et de munitions dans l'arrière-pays niçois. Il communique tous les renseignements à Londres et à Alger. Les Allemands sont informés par un agent double de la présence d'une liste dans le coffre du Consulat de France à Monaco. Ils s'en emparent dans la nuit et procèdent le lendemain matin à l'arrestation des membres du réseau. Robert de Lattre est arrêté en compagnie de l'un de ses fils le 4 juillet 1944. Il est emmené à la prison de Nice après un interrogatoire de quatre heures à son domicile. Il ne subit pas de torture car les allemands ont déjà trouvé toutes les preuves nécessaires. Sous le tapis qui recouvre la salle principale se trouvent pourtant des cartes topographiques. La servante sait tout mais se tait. Robert de Lattre est mis au secret. Il écrit à ses enfants et son épouse. Il est exécuté le jour où son cousin débarque en France.

- Edmond Dunan : né le 3 octobre 1925 à Hyères (Var). Ouvrier-boucher. Maquisard dans le Var pour l'Armée Secrète (AS), comme membre des Corps Francs de la Libération Corps Francs de la Libération (CFL) puis FTPF-FFI. Il écrit à sa mère pour la fête des mères le 30 avril 1944. C'est un garçon apprécié pour sa gentillesse et son optimisme. Le 23 juillet 1944, il est envoyé en mission sous le pseudonyme d'Alain Dufour par le lieutenant Vallier. Il est arrêté à Sillans-la-Cascade (Var) lors d'une mission de ravitaillement. Reconnu Mort pour la France. Le 31 mai 1946, il est cité à l'ordre du régiment à titre posthume avec attribution de la Croix de guerre avec étoile de bronze. Présent sur le Monument Aux Morts d'Hyères.

- Maurice Flandin : né le 19 octobre 1925 à Lorgues (Var). Orphelin de père à 14 ans. Agriculteur. Il rejoint la Résistance comme membre du groupe FTPF-FFI de Lorgues, détachement Carrara. Le 22 juillet 1944, des combats ont lieu dans le secteur du bois d'Aups entre les allemands et les maquis (maquisards FTPF du maquis camp Robert et maquisards de l'Armée Secrète (A.S.) du maquis Vallier). Plusieurs résistants sont tués. Le dimanche 23 juillet, Maurice Flandin se rend avec un camarade à Tourtour (Var). Ils marchent et débouchent sur une intersection et se trouvent devant un camion allemand. Les soldats les somment de monter à bord. Ils montent et découvrent qu'ils sont accusés de vouloir rejoindre le maquis. Emprisonné à Draguignan (Var) puis transféré aux Nouvelles-Prisons de Nice (Alpes-Maritimes). Présent sur le Monument Aux Morts de Lorgues.

- Paul Guillevin : né le 16 février 1915 à Paris. Originaire de Nice (Alpes-Maritimes). Hôtelier à Menton avec son frère Guy. Les deux frères voyagent en Europe pour parfaire leurs connaissances linguistiques. En 1935, Paul Guillevin effectue son service militaire dans la Marine à Toulon. Mobilisé en 1939 sur le croiseur Algérie. L'occupant italien réquisitionne l'hôtel. Toute la famille quitte Menton pour Nice. Démobilisé, il rejoint le mouvement Combat (résistance) et le réseau Coty. Il repère le mouvement des bateaux et reste en liaison permanente avec René Borghini. Il circule sur tout le littoral de la Méditerranée avec une carte d'identité en tant que représentant de commerce. Il est arrêté sous l'occupation italienne par la police française pour transport de fausses livres sterling. Il bénéficie d'une remise de liberté. Il se trouve sur la liste trouvée chez son responsable René Borghini et est arrêté. Il est emprisonné en même temps que son frère à Nice mais ils ne sont pas dans la même cellule. Ligoté avec le commissaire Harang le jour de l'exécution. Il existe une école André Guillevin à Menton.

- Victor Harang : né le 18 novembre 1900 à Nantes. Policier à Nice. Sous l'occupation italienne il fournit de fausses cartes d'identité. Il aide les israélites et les patriotes traqués par la Gestapo. Il devient Commissaire central de Menton fin 1943. Il devient Président du Comité Local de Libération. Membre du réseau Ajax (Ajax (réseau)), il répertorie les plans des fortifications établies par les allemands sur le littoral azuréen. Il se rend compte qu'il est surveillé et décide de rejoindre le maquis. Il effectue une dernière mission et est arrêté par la Gestapo de retour à Menton le 7 juillet 1944. Interrogé aux Nouvelles-Prisons de Nice le 1er août. Il ne dit rien et est mis au secret. Reconnu au cimetière de Caucade par Guy Guillevin, frère de Paul Guillevin. Son nom est inscrit sur la plaque commémorative 1939-1945 des policiers morts pour la France à la caserne Auvare à Nice. Il existe une place commissaire Harang à Roquebrune-Cap-Martin (Alpes-Maritimes),[5].

- Victor Hugues : né le 26 février 1926 à Mougins (Alpes-Maritimes). Cultivateur. Surnommé Victorin. Le soir du 30 juillet 1944, il participe avec plusieurs dizaines de jeunes filles et garçons à un bal clandestin au quartier Saint-Martin, chemin de la Plaine à Mougins. Pendant la soirée, la Gestapo et la Milice interviennent et effectuent une rafle. Le bal a été dénoncé par un milicien. Des dizaines de participants sont arrêtés et 29 finalement déportés. Victor Hugues est emprisonné aux Nouvelles-Prisons de Nice, section allemande, cellule 131. Il écrit à sa famille et reçoit des colis. Présent sur le Monument Aux Morts de Mougins et enterré dans le carré militaire du cimetière communal de Mougins. Il existe un rond-point Victor Hugues à Mougins.

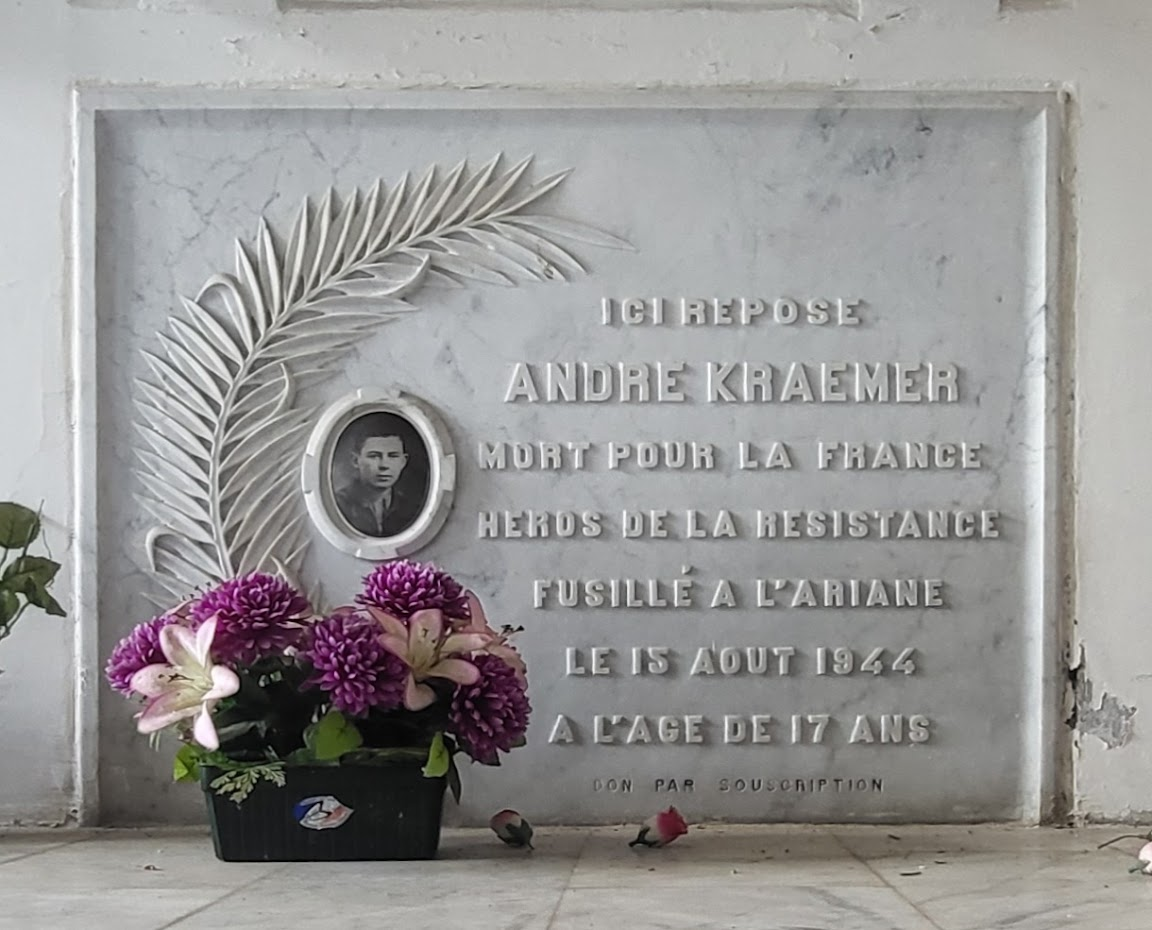
Tombe d'André Kraemer dans le mausolée du Souvenir Français au cimetière de Beausoleil (Alpes-Maritimes)

- Tombe d'André Kraemer dans le mausolée du Souvenir Français au cimetière de Beausoleil (Alpes-Maritimes) André Kraemer : né le 1er juin 1927 à Monaco et originaire de Beausoleil (Alpes-Maritimes). Fils de parents alsaciens originaires de Cernay. À 14 ans, il écrit sur les murs de Beausoleil : « À bas Pétain, vive de Gaulle, à bas Vichy ». Apprenti tapissier dans l'atelier de son père. Membre du mouvement Combat à Beausoleil. Lors du départ des Italiens, son groupe descend 20 grenades, 3 fusils et 300 cartouches d'un campement italien au-dessus de Peille (Alpes-Maritimes). André Kraemer fabrique des bombes pour les sabotages et attentats menés par son groupe. Il prend des clichés des installations ennemies, des campements de la région et du fort du Mont Agel. Il est dénoncé par un fasciste et arrêté par la Gestapo le 12 août 1944 en fin d'après-midi dans l'atelier en compagnie de son père. Les Allemands perquisitionnent et découvrent des munitions et des armes camouflées. Les Allemands lui demandent à quoi servent ces armes. Il répond : « C'est pour faire la guerre aux Allemands qui sont mes ennemis et ceux de mon pays tout entier. » Il est interrogé mais ne dénonce pas ses camarades. Il est enfermé aux Nouvelles-Prisons. André Kraemer est présent sur le Monument Aux Morts de Beausoleil. Il existe un square André Kraemer avec une plaque commémorative à Beausoleil.

- Laurent Thérésius Joseph Luquet : né le 8 mai 1927 à Nice. Il est le fils d'Auguste Luquet et de Joséphine Séréno. Il est apprenti, domicilié 90 boulevard de Las Planas à Nice. Il rejoint les FTPF-FFI et intègre la 8e compagnie. Son pseudonyme est Jacques Garin. Il est arrêté et interné dans le quartier politique des Nouvelles-Prisons de Nice. Il est fusillé avec 20 autres résistants et 2 collaborateurs le long du fleuve Paillon à l'Ariane à Nice (Alpes-Maritimes). Il est d'abord déclaré comme inconnu sur l'acte de décès dressé le 17 août 1944 à Nice. Son identité est rétablie par un jugement rendu le 29 novembre 1944 par le tribunal civil de la même ville. Son nom est inscrit à Nice sur le cénotaphe érigé pour commémorer la Libération de Nice et situé à l'angle du boulevard Joseph Garnier et du carrefour du 28 août, sur le monument commémoratif des résistants du 14e canton et sur la plaque commémorative située sur la façade extérieure de l'église Saint-François d'Assise, au carré des fusillés de l'Ariane. Il existe également un rond-point Laurent Luquet au niveau du 90 boulevard de Las Planas à Nice. Il est reconnu Mort pour la France, cote AC-21P-81452 Fiche S.G.A. de Laurent Luquet. Il est inhumé au cimetière communal de Caucade à Nice (Alpes-Maritimes), carré 52, tombe familiale.

- Louis Maccagno : né le 23 mars 1910 à Nice (Alpes-Maritimes). Fils d'Antoine Maccagno et d'Anne Mellano. Veuf d'Anna Caroline Marie Bollazzi. Artisan-plombier domicilié 30, avenue de la Bornala à Nice (Alpes-Maritimes). Membre du Parti Communiste et du mouvement Combat. Pseudonyme « Martin ». Rejoint le maquis de Beauvezer (Alpes-de-Haute-Provence). Revenu à Nice en 1943. Devient responsable technique du Front national et membre du Comité départemental de Libération en juin 1944. Il structure et forme autour de lui une équipe de gens combatifs. Il met à la disposition du groupe son appartement où se fabriquent les tracts jusqu'à des heures tardives de la nuit. La ronéo fonctionne beaucoup ce qui inquiète Louis Maccagno. Il déménage et continue clandestinement l'impression au no 8 de la Bornala. Il imprime également le Patriote du Front National. Ces journaux sont distribués dans l'arrière-pays niçois à Lucéram (Alpes-Maritimes) avec la complicité de son camarade Raoul Venturelli. Ce dernier le rencontre en juillet 1944 à l'ancien vélodrome de Magnan. Il lui apprend qu'il doit récupérer un pli à la boîte aux lettres arrivé il y a 3 jours à propos d'un parachutage pour le maquis. Louis Maccagno enfourche son vélo et part malgré les conseils de prudence de son ami. Il est arrêté par la Gestapo. Il existe un square Louis Maccagno à Nice à l'angle des boulevards Édouard Herriot et Carlona. Une stèle commémorative se trouve devant le square. Y sont gravés trois noms de résistants dont celui de Louis Maccagno. Présent sur le monument commémoratif des résistants du 14e canton de Nice.

- Jean-Baptiste Malausséna : né le 16 mai 1899 au 21, rue de la Providence à Nice. Fils de Jacques Malausséna, maçon né à Nice et de Constance Biggio, repasseuse née à Nice. Il participe à la guerre 1914-1918 sous les ordres du maréchal Pétain. Marié le 06/12/1919 à Nice avec Madeleine Baptistine Augier. Père de 3 enfants. Employé municipal domicilié 2 bis quai Gallieni à Nice. Antifasciste, militant communiste et syndicaliste CGT. Membre du Front National en tant que courrier et sergent FTPF. Il est arrêté par la Gestapo, emprisonné aux Nouvelles-Prisons de Nice et torturé. En sortant du camion, il entonne d'une voix profonde La Marseillaise. Il existe une place Jean-Baptiste Malausséna à Nice. Son nom est inscrit sur Monument aux Morts de Cimiez à Nice, le Monument Aux Morts de Pasteur à Nice (Alpes-Maritimes) et le monument commémoratif de la Libération à Nice (Alpes-Maritimes). Tous les ans, un hommage est rendu à Jean-Baptiste Malausséna, route de Turin, au service du nettoiement de Nice. Il est reconnu Mort pour la France. Il est inhumé au cimetière communal de Caucade à Nice, carré 7, tombe familiale.

- Esther Poggio : née le 18 janvier 1912 à Toulon (Var) de parents italiens. Revendeuse de fruits aux halles de Toulon. Esther Poggio est en contact avec des policiers qui lui procurent de fausses cartes d'identité. Parallèlement, elle participe à des liaisons de ravitaillement pour les maquisards FTP en 1942. Elle est surveillée par la police qui la soupçonne de cacher avec sa sœur des grenades dans la cave de leur stand. Elle est expulsée en avril 1942 et part avec sa famille à Menton (Alpes-Maritimes). Elle rejoint le mouvement combat et le réseau Coty (Reims-Jenny) dans les Alpes-Maritimes. Elle assure le rôle de boîte aux lettres. Elle est aussi agent de liaison et assure deux fois par semaine le contact avec Nice. Son pseudonyme est "la Marquise". Ses parents ouvrent un restaurant rue de la Marne dans les locaux de l'ancienne coopérative de Menton (Alpes-Maritimes). Elle assure les services de restauration. Lieutenant FFI. Son frère est arrêté par les allemands et interné au Fort Barraux à Barraux (Isère). Cette forteresse est construite en 1597, remaniée par Vauban et sert de Centre de Séjour Surveillé. On y enferme des trafiquants du marché noir, des prisonniers politiques, des hommes et des femmes étrangers d'origine juive en transfert pour les camps de concentration. Les allées et venues d'Esther Poggio à Nice deux fois par semaine éveillent les soupçons. Lors de l'un de ses déplacements, elle est raflée à Nice le 3 juillet. Chevalier de la Légion d'honneur. Présente sur deux plaques commémoratives située 1, place Vincent Raspail à Toulon, de part et d'autre de la porte d'entrée des Halles Municipales qui portent son nom depuis le 13 octobre 1956.

- Jacques Renard : né le 16 avril 1914 à Saint-Léger-de-Fougeret (Nièvre). Fait ses études d'ingénieur. Militant de Libération Sud dans les Bouches-du-Rhône. Chef régional FFI de R2 en juillet 1944. Pseudonymes Thibaut et Turpin. Arrêté à Nice lors d'une mission le 28 juillet 1944 dans la boîte aux lettres du Mouvement de Libération Nationale (MLN) avec Louis Maccagno. Emprisonné aux Nouvelles-Prisons de Nice.

- Marie Reschkonski : née le 21 novembre 1890 à Dantzig (Empire allemand). Réfugiée juive. Elle séjourne à Annot (Alpes-de-Haute-Provence). Elle vend du linge dans le bourg et ses environs. Membre du réseau franco-polonais F2. Elle est arrêtée lors d'une rafle et emmenée aux Nouvelles-Prisons de Nice.

- André Robineau : né le 24 octobre 1890 à Thouars (Deux-Sèvres). Abbé, aumônier de la marine des Maouis de Colmars, de Vergons, puis de la marine à Toulon. Membre du réseau SR Marine. Il aide les réfractaires au STO. Soupçonné par les Allemands, il est éloigné de Toulon en septembre 1943 et assigné à domicile à Castellane dans les Basses-Alpes. Surveillé, il continue à aider les Juifs et les Alsaciens tout en devenant membre de l'Armée Secrète des Alpes-de-Haute-Provence (anciennement Basses-Alpes). Arrêté le 24 juillet 1944 en même temps que la famille Tardieu. Il est transporté aux Nouvelles-Prisons à Nice. Il soutient ses camarades dans les derniers instants et meurt dans la prière. Son corps repose dans le cimetière de Passy (Paris, 16e arrondissement).

- Auguste Roux : né le 20 novembre 1920 au hameau de La Bâtie à Peyroules (Alpes-de-Haute-Provence) (anciennement Basses-Alpes). Cultivateur à La Bâtie. Membre de l'Organisation de résistance de l'armée (ORA). Dénoncé à la police allemande pour détention d'armes. Il est arrêté par la Milice au cours des obsèques d'un résistant au Logis du Pin (Alpes-Maritimes). Une mitrailleuse est trouvée à son domicile. Il est emmené aux Nouvelles-Prisons de Nice et est interrogé. Il n'est officiellement identifié que le 31 janvier 1945 par un jugement.

- Gaston Tardieu : né le 21 juillet 1887 à Tours (Indre-et-Loire). Aubergiste à Castellane (Alpes-de-Haute-Provence). Secrétaire du Comité local de Libération de Castellane. Marié avec Anne, père de 3 enfants. Il refuse l'occupation et réunit chez lui dans l'arrière salle de son restaurant les amis décidés comme lui à rejoindre la Résistance. Il exerce la fonction de secrétaire et trésorier du Comité Local de Libération de Castellane. Lorsque des opérations sont prévues et que des contacts viennent au village, il les héberge, les nourrit et le cache malgré la présence allemande. Il fournit des renseignements sur les déplacements des Allemands car son épouse, lorraine d'origine, connaît l'allemand et écoute les conversations de comptoir des Allemands. Il est interrogé à plusieurs reprises par les Allemands mais ceux-ci n'ont aucune preuve contre lui. Le 23 juillet, Gaston Tardieu revient de Moustiers-Sainte-Marie (Alpes-de-Haute-Provence) au foyer familial. Il est interpellé à nouveau par la Gestapo. Questionné, il sort libre tard dans la nuit. Le lendemain à 9 heures, la Gestapo se présente à l'auberge. Anne et Gaston Tardieu sont emmenés sans avoir le droit de dire au revoir à leurs enfants avec l'abbé Robineau et d'autres aux Nouvelles-Prisons de Nice (Alpes-Maritimes). C'est un convoi de 31 otages qui prend la route de Nice (Alpes-Maritimes). Dans le camion, personne ne dit rien. Anne Tardieu est libérée le 16 août. Interrogé, Gaston Tardieu ne parle pas. Son épouse n'apprend l'exécution de son époux que plusieurs jours plus tard. Le corps de Gaston Tardieu est ramené à Castellane (Alpes-de-Haute-Provence). La population lui rend un dernier hommage le 21 octobre 1944. Ses obsèques se déroulent dans une grande solennité sous une pluie torrentielle. Ses compagnons de cellule sont là. La famille récupère tous les objets de Gaston Tardieu notamment son portefeuille qu'une balle a traversé en laissant son empreinte. Un filet de sang ruisselant de sa poitrine s'est infiltré dans la pliure.

- Hélène Vagliano : Née le 3 juillet 1909 à Paris (16e). Fille de Marino Vagliano et de Danaë. Elle est issue d'un milieu privilégié. Lorsque la guerre éclate en septembre 1939, Hélène rejoint les associations caritatives. Avec sa mère, elle rejoint la cantine militaire de la gare de Cannes. La famille Vagliano reste à Cannes malgré la défaite française en juin 1940. Hélène devient l'organisatrice locale de la Maison du prisonnier (aide et soutien aux familles des soldats décédés et des prisonniers de guerre français). En 1943, elle est attachée au service de renseignements du Général de Gaulle, le Bureau central de renseignements et d'action (BCRA) et fait partie du réseau Tartane-Masséna. Son pseudonyme est « veilleuse ». Le 29 juillet 1944 à 11 heures 30, Hélène se trouve au « centre d'entraide pour les familles et pour les enfants de prisonniers » situé rue Teissere à Cannes. Elle est arrêtée par cinq agents de la Gestapo, membres de la Légion des volontaires français contre le bolchevisme (LVF), commandés par un officier allemand. Chevalier de la Légion d’honneur à titre posthume, Médaillée de la Résistance, Croix de Guerre avec palme. Le 15 août dans l’après-midi, à Cannes, les anciens combattants se retrouvent à l'église russe Saint-Michel-Archange, située boulevard Alexandre-III, pour rendre hommage à Hélène Vagliano. Présente sur une plaque commémorative dans l’école Saint-Georges d’Ascot. Il existe une école et une rue Hélène-Vagliano à Cannes.

## La mémoire des fusillés de l’Ariane
L'association M.F.A « La Mémoire des Fusillés de L'Ariane », domiciliée à Cagnes-sur-Mer (Alpes-Maritimes), œuvre à maintenir vivante la mémoire des résistants et soldats morts pour la France (réunir des témoignages, organisation d'événement, etc.). 
Une pièce de théâtre a été réalisée par Robert Girod sur les fusillés du 15 août 1944. Elle est intitulée les Fusillés de l’Ariane et a été jouée plusieurs fois en 2007 dans la région de Nice.
Une plaque commémorative située sur le Monument Aux Morts de l'Ariane à Nice rappelle les exécutions du 15 août 1944. On peut y lire l'inscription : « En souvenir des fusillés de l'Ariane par les nazis le 15 août 1944 ».